# Heinrich Hafner (Richter)
Emanuel Heinrich Hafner (* 27. Dezember 1838 in Schönenberg; † 8. April 1902 in Lausanne) war ein Schweizer Jurist und Bundesrichter. 

## Biografie
Hafner entstammt einer alteingesessenen Zürcher Familie, die mindestens bis ins 15. Jahrhundert dokumentiert ist. Seine Eltern waren der Arzt Eduard Rudolf Hafner und Cleophea Margareta Michel. Er studierte ab 1857 zunächst Theologie in Basel, wechselte aber im darauf folgenden Jahr zu den Rechtswissenschaften und nach Zürich. Ab 1860 war er zunächst Kanzlist in Uster und erlangte 1863 die Position eines Adjunkt des Bezirksstatthalters von Zürich. Ab 1866 war Hafner Bezirksgerichtsschreiber in Pfäffikon (ZH) und ab 1872 Oberrichter in Zürich. 1875 wechselte er ans Bundesgericht und wirkte vier Jahre als Schreiber, bevor er 1879 Bundesrichter wurde und dieses Amt bis zu seinem Tod bekleidete. 1893/1894 war er Präsident des Bundesgerichts. Hafner verfasste Gutachten zu Fragen des schweizerischen Rechts sowie Entwürfe zu eidgenössischen Gesetzesrevisionen. 1883 veröffentlichte er einen viel beachteten Kommentar zum schweizerischen Obligationenrecht, für den er im selben Jahr einen Ehrendoktor der Universität Zürich erhielt. 1901 präsidierte Hafner das internationale Schiedsgericht zwischen Chile und Peru.

## Sonstiges
Hafner vermählte sich 1862 mit Margareta (auch Margaretha) Zoellner (* 1840) von Neuhausen. Das Paar hatte drei Töchter und vier Söhne.